# 阿姆 (加来海峡省)
阿姆（法語：Ames，法語發音：[am]）是法国上法蘭西大區加来海峡省的一个市镇，属于贝蒂讷区。

## 地理
阿姆（50°32'30"N, 2°24'56"E）面积3.51 平方千米，位于法国上法蘭西大區加来海峡省，该省份为法国北部沿海省份，西北濒北海，南至索姆省，东临北部省。
与阿姆接壤的市镇（或旧市镇、城区）包括：利耶尔、利莱尔、费尔费、阿梅特、欧希欧布瓦。

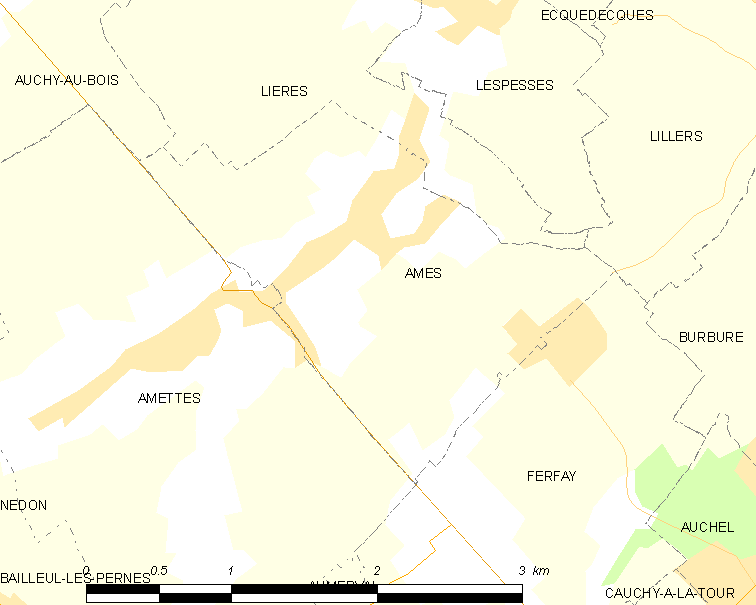
的OSM定位图

阿姆的时区为UTC+01:00、UTC+02:00（夏令时）。

## 行政
阿姆的邮政编码为62190，INSEE市镇编码为62028。

## 政治
阿姆所属的省级选区为利莱尔县。

## 人口

1962-2008年间人口变化图示

阿姆于2022年1月1日时的人口数量为660人。